# Brie-sous-Archiac
Brie-sous-Archiac är en kommun i departementet Charente-Maritime i regionen Nouvelle-Aquitaine i västra Frankrike. Kommunen ligger  i kantonen Archiac som ligger i arrondissementet Jonzac. År 2022 hade Brie-sous-Archiac 225 invånare.

## Befolkningsutveckling
Antalet invånare i kommunen Brie-sous-Archiac
Referens:INSEE